# Чирянка велика
Чирянка велика, чирок-тріскунець (Spatula querquedula) — водоплавний птах родини качкових.

## Морфологічні ознаки
Качка невеликого розміру, менша за крижня. Маса тіла 280—550 г, довжина тіла 37-41 см, розмах крил 63-69 см. У дорослого самця в шлюбному вбранні верх голови і шия ззаду темно-бурі; над оком до шиї проходить широка біла «брова»; боки голови і шия каштанові, з білими рисками; пера спини, поперека і надхвістя сірувато-бурі, зі світлою облямівкою; плечові пера видовжені, з чорними, білими та сизими смугами; воло і груди спереду бурувато-коричневі, з темною строкатістю; задня частина грудей і черево білі; боки тулуба білуваті, з темною густою смугастістю; підхвістя біле, з темно-бурими плямами; «дзеркальце» зелене, з металічним полиском, спереду і ззаду окреслене білим; верхні покривні пера крил блакитно-сірі; хвіст бурий, з сірим відтінком; дзьоб темно-сірий; ноги сірі; у позашлюбному оперенні подібний до дорослої самки, але забарвлення крил шлюбне. Доросла самка темно-бура, пера спини і боків тулуба зі світлою облямівкою; «брови» білуваті; верхні покривні пера крил сірувато-бурі; груди, черево і підхвістя білуваті, з бурими нечіткими плямами. Молодий птах подібний до дорослої самки.

## Поширення та місця існування
Гніздиться на більшій території Європи та у західній Азії, на зиму вся популяція мігрує до Африки.
В Україні гніздовий, перелітний, зрідка зимуючий. Гніздиться на всій території країни, крім гір та більшої частини Криму; мігрує скрізь; іноді зимує в північному Причорномор'ї, а також трапляється взимку на водоймах в глибині суходолу.

## Цікаві факти
На честь цього виду птахів названо астероїд 8755 Керкедула.

## Галерея

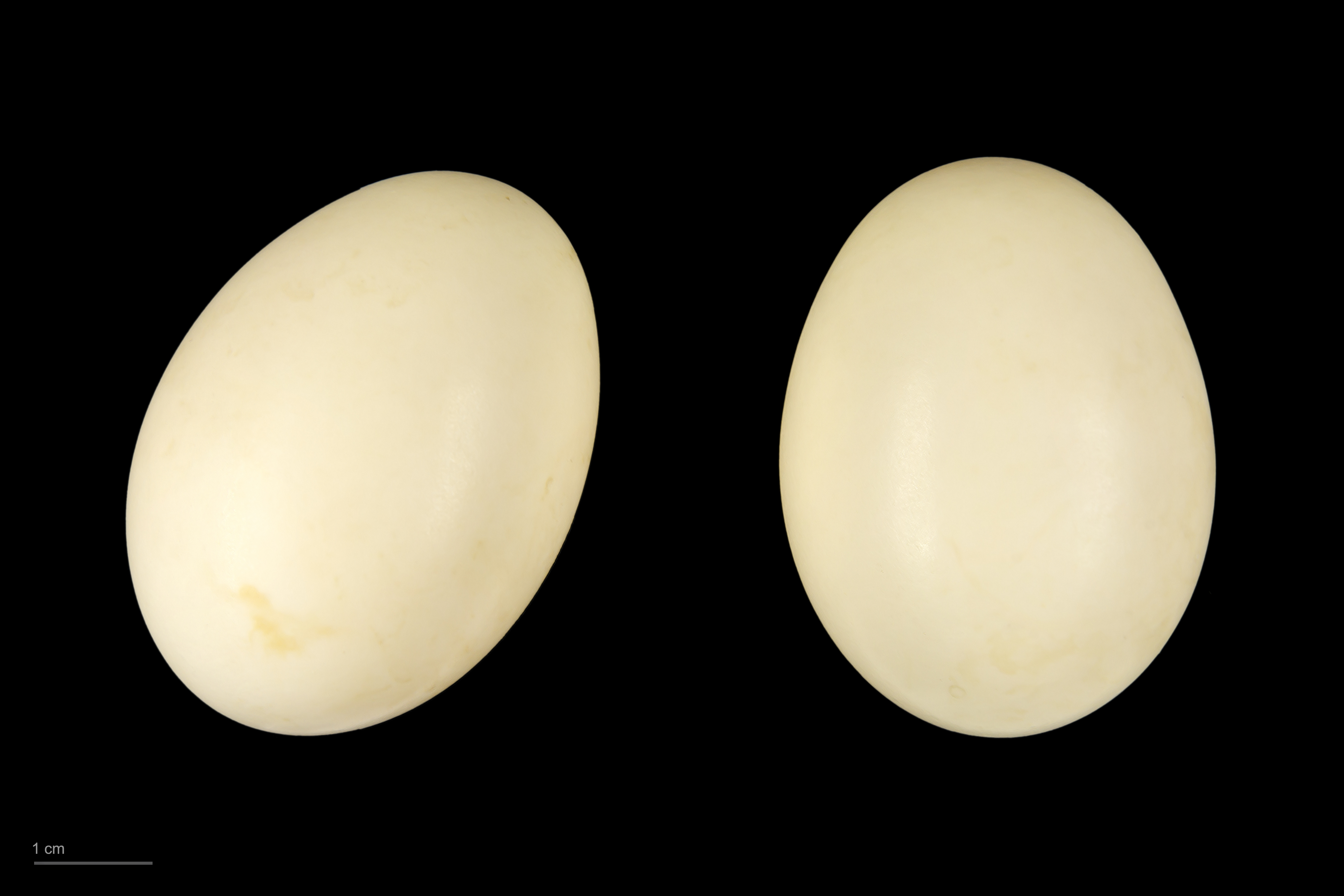
Яйця чирянки великої, (Тулузький музей)